# Orectochilus
Genre
Orectochilus est un genre de petits coléoptères de la famille des Gyrinidae originaire de la région paléartique, y compris l'Europe (avec une seule espèce Orectochilus villosus), le Proche-Orient et l'Afrique du Nord. Ce genre a été défini par le comte Dejean en 1833.

## Description
Ce genre est proche du genre Gyrinus, mais il s'en distingue par son dessus finement structuré de points et recouvert d'une fine pilosité. Les espèces qui le composent sont minuscules.

## Habitat
Ces insectes vivent à la surface de petits ruisseaux et rivières et souvent à l'approche d'un seuil. Ils vivent en colonie et sont actifs à partir du crépuscule. L'accouplement se fait sur les berges à terre. Les mâles dévorent ensuite les membranes des spermatophores.

## Liste des espèces
- Orectochilus acuductus Régimbart, 1907
- Orectochilus acutilobus Régimbart, 1907
- Orectochilus aeneipennis Régimbart, 1907
- Orectochilus afghanus Ochs, 1955
- Orectochilus africanus Ochs, 1923
- Orectochilus agilis Sharp, 1884
- Orectochilus agnatus Ochs, 1937
- Orectochilus ahlwarthi Ochs, 1957
- Orectochilus alienus Ochs, 1933
- Orectochilus andamanicus Régimbart, 1884
- Orectochilus angulatus Régimbart, 1882
- Orectochilus angusticinctus Régimbart, 1907
- Orectochilus annandalei Ochs, 1925
- Orectochilus apicalis Régimbart, 1891
- Orectochilus archipelagensis Ochs, 1953
- Orectochilus argenteolimbatus Peschet, 1923
- Orectochilus assequens Ochs, 1936
- Orectochilus assimilis Ochs, 1957
- Orectochilus baeri Régimbart, 1886
- Orectochilus bakeri Ochs, 1924
- Orectochilus bataviensis Régimbart, 1907
- Orectochilus bicolor Ochs, 1957
- Orectochilus biformis Ochs, 1937
- Orectochilus bipartitus Régimbart, 1882
- Orectochilus birmanicus Régimbart, 1891
- Orectochilus boettcheri Ochs, 1937
- Orectochilus brevidens Ochs, 1940
- Orectochilus brevitarsis Falkenström, 1934
- Orectochilus brincki Ochs, 1948
- Orectochilus caliginosus Régimbart, 1907
- Orectochilus cameroni Ochs, 1925
- Orectochilus cardiophorus Régimbart, 1888
- Orectochilus cardoni Régimbart, 1892
- Orectochilus castaneus Régimbart, 1907
- Orectochilus castetsi Régimbart, 1892
- Orectochilus cavernicola Ochs, 1925
- Orectochilus celebensis Régimbart, 1907
- Orectochilus chalceus Ochs, 1936
- Orectochilus chinensis Régimbart, 1892
- Orectochilus choprai Ochs, 1925
- Orectochilus coimbatorensis Ochs, 1925
- Orectochilus compressus Sturm, 1826
- Orectochilus conspicuus Régimbart, 1882
- Orectochilus coomani Peschet, 1925
- Orectochilus cordatus Régimbart, 1888
- Orectochilus corniger Zaitzev, 1910
- Orectochilus corporaali Peschet, 1922
- Orectochilus corpulentus Régimbart, 1884
- Orectochilus crassipes Régimbart, 1884
- Orectochilus cribratellus Régimbart, 1891
- Orectochilus cuneatus Régimbart, 1892
- Orectochilus cupreolus Régimbart, 1907
- Orectochilus cylindricus Régimbart, 1892
- Orectochilus dehiscens Régimbart, 1907
- Orectochilus depressiusculus Ochs, 1940
- Orectochilus desgodinsi Régimbart, 1886
- Orectochilus dilatatus Redtenbacher, 1868
- Orectochilus discifer Walker, 1859
- Orectochilus discus Aubé, 1838
- Orectochilus dispar Régimbart, 1907
- Orectochilus distinguendus Ochs, 1942
- Orectochilus divergens Régimbart, 1907
- Orectochilus drescheri Ochs, 1937
- Orectochilus dulitensis Ochs, 1928
- Orectochilus dulitensis Ochs, 1932
- Orectochilus eberti Ochs, 1966
- Orectochilus emmerichi Falkenström, 1936
- Orectochilus fairmairei Régimbart, 1884
- Orectochilus fallax Peschet, 1923
- Orectochilus feae Régimbart, 1888
- Orectochilus ferruginicollis Régimbart, 1907
- Orectochilus figuratus Régimbart, 1892
- Orectochilus fletcheri Ochs, 1925
- Orectochilus florensis Régimbart, 1892
- Orectochilus foersteri Ochs, 1957
- Orectochilus formosanus Takizawa, 1931
- Orectochilus fraternus Régimbart, 1884
- Orectochilus fruhstorferi Régimbart, 1907
- Orectochilus fusiformis Régimbart, 1892
- Orectochilus gangeticus Wiedemann, 1821
- Orectochilus gestroi Régimbart, 1882
- Orectochilus grandipes Ochs, 1936
- Orectochilus haemorrhous Régimbart, 1892
- Orectochilus helferi Ochs, 1940
- Orectochilus himalayensis Vazirani, 1984
- Orectochilus hirtellus Ochs, 1940
- Orectochilus horni Ochs, 1933
- Orectochilus indicus Régimbart, 1884
- Orectochilus indulans Severin, 1892
- Orectochilus jaechi Mazzoldi, 1998
- Orectochilus javanus Aubé, 1838
- Orectochilus jilanzhui Mazzoldi, 1998
- Orectochilus kempi Ochs, 1925
- Orectochilus kinabaluensis Ochs, 1937
- Orectochilus klapperichi Ochs, 1942
- Orectochilus klynstrai Ochs, 1927
- Orectochilus landaisi Régimbart, 1892
- Orectochilus laticinctus Régimbart, 1907
- Orectochilus latimanus Régimbart, 1907
- Orectochilus leucophthalmus Fröhlich
- Orectochilus limbatus Régimbart, 1884
- Orectochilus longulus Régimbart, 1907
- Orectochilus lucidus Régimbart, 1882
- Orectochilus lumbaris Ochs, 1940
- Orectochilus malaisei Ochs, 1940
- Orectochilus marginepennis Aubé, 1838
- Orectochilus matruelis Régimbart, 1907
- Orectochilus melli Ochs, 1925
- Orectochilus metallicus Régimbart, 1884
- Orectochilus mimicus Ochs, 1936
- Orectochilus minusculus Ochs, 1936
- Orectochilus mjobergi Ochs, 1928
- Orectochilus mjobergianus Falkenström, 1934
- Orectochilus murinus Régimbart, 1892
- Orectochilus murudensis Ochs, 1928
- Orectochilus musculus Ochs, 1940
- Orectochilus nathani Ochs, 1966
- Orectochilus neglectus Ochs, 1925
- Orectochilus nigricans Régimbart, 1892
- Orectochilus nigroaeneus Régimbart, 1907
- Orectochilus nipponensis Zaitzev, 1910
- Orectochilus nitens Peschet, 1923
- Orectochilus nuristanicus Ochs, 1955
- Orectochilus oberthueri Régimbart, 1884
- Orectochilus oblongiusculus Régimbart, 1886
- Orectochilus obscuriceps Régimbart, 1907
- Orectochilus obtusangulus Régimbart, 1907
- Orectochilus obtusipennis Régimbart, 1892
- Orectochilus orbisonorum Miller, Mazzoldi & Wheeler, 2008
- Orectochilus orissaensis Vazirani, 1958
- Orectochilus ornaticollis (Dejean, 1866)
- Orectochilus oxygonus Régimbart, 1907
- Orectochilus palawanensis Régimbart, 1907
- Orectochilus palliatus Dejean, 1833
- Orectochilus panoembanganus Ochs, 1940
- Orectochilus patellimanus Régimbart, 1907
- Orectochilus pendleburyi Ochs, 1932
- Orectochilus pescheti Ochs, 1957
- Orectochilus pfisteri Ochs, 1927
- Orectochilus philippinarum White, 1847
- Orectochilus pilosellus Ochs, 1940
- Orectochilus planatus Ochs, 1937
- Orectochilus planiusculus Ochs, 1937
- Orectochilus procerus Régimbart, 1884
- Orectochilus productus Régimbart, 1884
- Orectochilus pubescens Régimbart, 1882
- Orectochilus pulchellus Régimbart, 1884
- Orectochilus punctilabris Régimbart, 1907
- Orectochilus punctipennis Sharp, 1884
- Orectochilus punctulatus Régimbart, 1886
- Orectochilus pusillus Régimbart, 1882
- Orectochilus regimbarti Sharp, 1884
- Orectochilus ribeiroi Vazirani, 1958
- Orectochilus ritsemae Régimbart, 1882
- Orectochilus rivularis Régimbart, 1884
- Orectochilus ruficaudatus Ochs, 1940
- Orectochilus samarensis Ochs, 1929
- Orectochilus scalaris Régimbart, 1880
- Orectochilus schillhammeri Mazzoldi, 1998
- Orectochilus schultzei Ochs, 1924
- Orectochilus sculpturatus Régimbart, 1884
- Orectochilus seminitens Ochs, 1937
- Orectochilus semivestitus Guérin-Meneville, 1840
- Orectochilus severini Régimbart, 1892
- Orectochilus similis Ochs, 1929
- Orectochilus sinhalensis Ochs, 1937
- Orectochilus spiniger Régimbart, 1880
- Orectochilus spinosus Zimmermann, 1917
- Orectochilus staudingeri Régimbart, 1907
- Orectochilus strandi Ochs, 1936
- Orectochilus striolifer Régimbart, 1907
- Orectochilus sublineatus Régimbart, 1892
- Orectochilus subsinuatus Ochs, 1928
- Orectochilus sulcipennis Régimbart, 1892
- Orectochilus sutteri Ochs, 1953
- Orectochilus teranishii Kamiya, 1933
- Orectochilus tibialis Ochs, 1940
- Orectochilus timorensis Régimbart, 1907
- Orectochilus tomentosus Régimbart, 1891
- Orectochilus tonkinensis Régimbart, 1892
- Orectochilus trianguliger Régimbart, 1888
- Orectochilus undulans Régimbart, 1892
- Orectochilus validus Régimbart, 1882
- Orectochilus velatus Ochs, 1940
- Orectochilus vestitus Sturm, 1843
- Orectochilus villosovittatus Régimbart, 1891
- Orectochilus villosus (Müller, 1776)
- Orectochilus vitalisi Peschet, 1923
- Orectochilus volubilis Ochs, 1929
- Orectochilus wangi Mazzoldi, 1998
- Orectochilus waterstradti Ochs, 1940
- Orectochilus wehnckei Régimbart, 1884
- Orectochilus wui Ochs, 1932
- Orectochilus yayeyamensis Satô, 1971
- Orectochilus zeravschanicus Glasunow, 1893